# Nathalie Gendron
Nathalie Gendron (née le 9 juillet 1967 à Versailles) est une coureuse cycliste française. Active dans les années 1990, elle a notamment été Championne du monde du contre-la-montre par équipes en 1991 avec Marion Clignet, Catherine Marsal et Cécile Odin, et championne de France de poursuite en 1993.
Aujourd'hui, elle crée de la déco et du petit mobilier en bois de récup' et bois de palette.

## Palmarès
- 1985
  - Critérium des AS
- 1990
  - Chrono champenois - Trophée Européen
- 1991
  -  Championne du monde du contre-la-montre par équipes à Stuttgart (avec Marion Clignet, Catherine Marsal et Cécile Odin)[1]
  - Chrono champenois - Trophée Européen
  - Chrono des Herbiers - Chrono des Nations
- 1992
  -  Championne de France du contre-la-montre par équipes
  - 2e de la Coppa della Nazioni
  - 3e du championnat de France de poursuite
- 1993
  -  Championne de France de poursuite
  - 5e au Championnat du monde du contre-la-montre par équipes à Oslo
  - 1995
  -  Championne de France du contre-la-montre par équipes